# Angleterre-Australie en rugby à XV
Cet article présente l'historique des confrontations entre l'équipe d'Angleterre et l'équipe d'Australie en rugby à XV. Les deux équipes se sont affrontées à cinquante cinq reprises, dont sept fois en Coupe du monde. Les Australiens ont remporté vingt-sept rencontres contre vingt-huit pour les Anglais et un match nul.

## Historique
L'Australie reste invaincue de 1997 à 1999 pendant cinq rencontres. De 2000 à la finale de Coupe du monde remportée en 2003, l'Angleterre aligne cinq victoires en cinq rencontres. Ensuite, les Anglais enchaînent des résultats médiocres au niveau international et l'Australie remporte quatre victoires sur cinq rencontres.
Lors de la Coupe du monde 2007, l'Angleterre qui bataille dans la poule A pour se qualifier, doit alors affronter le vainqueur de la poule B, au Stade Vélodrome à Marseille. Elle réussit une grande performance contre l'Australie de George Gregan et s'impose 12 à 10.
Toby Flood détient le record de points marqués par un anglais lors d'un match contre les Wallabies, avec 25 points inscrits lors d'un test-match en 2010.

## Les confrontations
| No | Date             | Lieu                                       | Match                  | Score   | Compétition                      |
| -- | ---------------- | ------------------------------------------ | ---------------------- | ------- | -------------------------------- |
| 1  | 9 janvier 1909   | Rectory Field, Blackheath, Angleterre      | Angleterre – Australie | 3 – 9   | test match                       |
| 2  | 7 janvier 1928   | Stade de Twickenham, Londres, Angleterre   | Angleterre – Australie | 18 – 11 | test match                       |
| 3  | 7 janvier 1948   | Stade de Twickenham, Londres, Angleterre   | Angleterre – Australie | 0 – 11  | test match                       |
| 4  | 1er février 1958 | Stade de Twickenham, Londres, Angleterre   | Angleterre – Australie | 9 – 6   | test match                       |
| 5  | 4 juin 1963      | Sydney, Australie                          | Australie – Angleterre | 18 – 9  | test match                       |
| 6  | 7 janvier 1967   | Stade de Twickenham, Londres, Angleterre   | Angleterre – Australie | 11 – 23 | test match                       |
| 7  | 17 novembre 1973 | Stade de Twickenham, Londres, Angleterre   | Angleterre – Australie | 20 – 3  | test match                       |
| 8  | 24 mai 1975      | Sydney, Australie                          | Australie – Angleterre | 30 – 21 | test match                       |
| 9  | 31 mai 1975      | Lang Park, Brisbane, Australie             | Australie – Angleterre | 16 – 9  | test match                       |
| 10 | 3 janvier 1976   | Stade de Twickenham, Londres, Angleterre   | Angleterre – Australie | 23 – 6  | test match                       |
| 11 | 2 janvier 1982   | Stade de Twickenham, Londres, Angleterre   | Angleterre – Australie | 15 – 11 | test match                       |
| 12 | 3 novembre 1984  | Stade de Twickenham, Londres, Angleterre   | Angleterre – Australie | 3 – 19  | test match                       |
| 13 | 23 mai 1987      | Concord Oval, Sydney, Australie            | Australie – Angleterre | 19 – 6  | Coupe du monde (poule A)         |
| 14 | 29 mai 1988      | Lang Park, Brisbane, Australie             | Australie – Angleterre | 22 – 16 | test match                       |
| 15 | 12 juin 1988     | Sydney, Australie                          | Australie – Angleterre | 28 – 8  | test match                       |
| 16 | 5 novembre 1988  | Stade de Twickenham, Londres, Angleterre   | Angleterre – Australie | 28 – 19 | test match                       |
| 17 | 27 juillet 1991  | Sydney Football Stadium, Sydney, Australie | Australie – Angleterre | 40 – 15 | test match                       |
| 18 | 2 novembre 1991  | Stade de Twickenham, Londres, Angleterre   | Angleterre – Australie | 6 – 12  | Coupe du monde (finale)          |
| 19 | 11 juin 1995     | Newlands Stadium, Le Cap, Afrique du Sud   | Australie – Angleterre | 22 – 25 | Coupe du monde (quart de finale) |
| 20 | 12 juillet 1997  | Sydney, Australie                          | Australie – Angleterre | 25 – 6  | test match                       |
| 21 | 5 novembre 1997  | Stade de Twickenham, Londres, Angleterre   | Angleterre – Australie | 15 – 15 | test match                       |
| 22 | 6 juin 1998      | Lang Park, Brisbane, Australie             | Australie – Angleterre | 76 – 0  | test match                       |
| 23 | 28 novembre 1998 | Stade de Twickenham, Londres, Angleterre   | Angleterre – Australie | 11 – 12 | test match                       |
| 24 | 26 juin 1999     | Sydney, Australie                          | Australie – Angleterre | 22 – 15 | test match                       |
| 25 | 18 novembre 2000 | Stade de Twickenham, Londres, Angleterre   | Angleterre – Australie | 22 – 19 | test match                       |
| 26 | 10 novembre 2001 | Stade de Twickenham, Londres, Angleterre   | Angleterre – Australie | 21 – 15 | test match                       |
| 27 | 16 novembre 2002 | Stade de Twickenham, Londres, Angleterre   | Angleterre – Australie | 32 – 31 | test match                       |
| 28 | 21 juin 2003     | Melbourne, Australie                       | Australie – Angleterre | 14 – 25 | test match                       |
| 29 | 22 novembre 2003 | Telstra Stadium, Sydney, Australie         | Australie – Angleterre | 17 – 20 | Coupe du monde (finale)          |
| 30 | 26 juin 2004     | Suncorp Stadium, Brisbane, Australie       | Australie – Angleterre | 51 – 15 | test match                       |
| 31 | 27 novembre 2004 | Stade de Twickenham, Londres, Angleterre   | Angleterre – Australie | 19 – 21 | test match                       |
| 32 | 12 novembre 2005 | Stade de Twickenham, Londres, Angleterre   | Angleterre – Australie | 26 – 16 | test match                       |
| 33 | 11 juin 2006     | Sydney, Australie                          | Australie – Angleterre | 34 – 3  | test match                       |
| 34 | 17 juin 2006     | Sydney, Australie                          | Australie – Angleterre | 43 – 18 | test match                       |
| 35 | 6 octobre 2007   | Stade Vélodrome, Marseille, France         | Australie – Angleterre | 10 – 12 | Coupe du monde (quart de finale) |
| 36 | 15 novembre 2008 | Stade de Twickenham, Londres, Angleterre   | Angleterre – Australie | 14 – 28 | test match                       |
| 37 | 7 novembre 2009  | Stade de Twickenham, Londres, Angleterre   | Angleterre – Australie | 9 – 18  | test match                       |
| 38 | 12 juin 2010     | Perth, Australie                           | Australie – Angleterre | 27 – 17 | test match                       |
| 39 | 19 juin 2010     | Sydney, Australie                          | Australie – Angleterre | 20 – 21 | test match                       |
| 40 | 13 novembre 2010 | Stade de Twickenham, Londres, Angleterre   | Angleterre – Australie | 35 – 18 | test match                       |
| 41 | 17 novembre 2012 | Stade de Twickenham, Londres, Angleterre   | Angleterre – Australie | 14 – 20 | test match                       |
| 42 | 2 novembre 2013  | Stade de Twickenham, Londres, Angleterre   | Angleterre – Australie | 20 – 13 | test match                       |
| 43 | 29 novembre 2014 | Stade de Twickenham, Londres, Angleterre   | Angleterre – Australie | 26 – 17 | test match                       |
| 44 | 3 octobre 2015   | Stade de Twickenham, Londres, Angleterre   | Angleterre – Australie | 13 – 33 | Coupe du monde (poule A)         |
| 45 | 11 juin 2016     | Suncorp Stadium, Brisbane, Australie       | Australie – Angleterre | 28 – 39 | test match                       |
| 46 | 18 juin 2016     | AAMI Park, Brisbane, Australie             | Australie – Angleterre | 7 – 23  | test match                       |
| 47 | 25 juin 2016     | Sydney Football Stadium, Sydney, Australie | Australie – Angleterre | 40 – 44 | test match                       |
| 48 | 3 décembre 2016  | Stade de Twickenham, Londres, Angleterre   | Angleterre – Australie | 37 – 21 | test match                       |
| 49 | 18 novembre 2017 | Stade de Twickenham, Londres, Angleterre   | Angleterre – Australie | 30 – 6  | Test match                       |
| 50 | 24 novembre 2018 | Stade de Twickenham, Londres, Angleterre   | Angleterre – Australie | 37 – 18 | Test match                       |
| 51 | 19 octobre 2019  | Oita Stadium , Oita, Japon                 | Angleterre – Australie | 40 – 16 | Coupe du monde (quart de finale) |
| 52 | 13 novembre 2021 | Stade de Twickenham, Londres, Angleterre   | Angleterre – Australie | 32 – 15 | Test match                       |
| 53 | 2 juillet 2022   | Perth Stadium, Perth Australie             | Australie – Angleterre | 30 – 28 | Test Match                       |
| 54 | 9 juillet 2022   | Suncorp Stadium, Brisbane, Australie       | Australie – Angleterre | 17 – 25 | test match                       |
| 55 | 16 juillet 2022  | Sydney Cricket Ground, Sydney, Australie   | Australie – Angleterre | 17 – 21 | test match                       |
| 56 | 9 novembre 2024  | Stade de Twickenham, Londres, Angleterre   | Angleterre – Australie | 37 – 42 | Test match                       |